# Coppa dei Campioni d'Africa 1988
La Coppa dei Campioni d'Africa 1988 è stata la ventiquattresima edizione del massimo torneo calcistico africano per squadre di club maggiori maschili.

## Risultati

### Turno preliminare
| Squadra 1         | Totale | Squadra 2        | Andata | Ritorno |
| ----------------- | ------ | ---------------- | ------ | ------- |
| Manzini Wanderers | 6 - 1  | Township Rollers | 2 - 0  | 4 - 1   |
| Sony Elá Nguema   | 0 - 5  | Étoile du Congo  | 0 - 1  | 0 - 4   |
| Panthères Noires  | 2 - 3  | Wagad            | 2 - 2  | 0 - 1   |
| LDF               | 2 - 3  | Sunrise          | 2 - 0  | 0 - 3   |
| Sierra Fisheries  | 0 - 1  | ASC Police       | 0 - 1  | 0 - 0   |

### Primo turno
| Squadra 1         | Totale           | Squadra 2         | Andata | Ritorno |
| ----------------- | ---------------- | ----------------- | ------ | ------- |
| Iwuanyanwu        | 3 - 0            | Requins           | 2 - 0  | 1 - 0   |
| Kaloum Star       | 1 - 5            | Africa Sports     | 0 - 2  | 1 - 3   |
| Doumbé            | 0 - 2            | Tonnerre Yaoundé  | 0 - 1  | 0 - 1   |
| Étoile du Congo   | 0 - 2            | Inter Star        | 0 - 0  | 0 - 2   |
| Invincible Eleven | 0 - 1            | Raja Casablanca   | 0 - 1  | 0 - 0   |
| Matchedje         | 4 - 3            | JOS Nosy-Bé       | 3 - 1  | 1 - 2   |
| Petro Atlético    | 3 - 1            | TP Mazembe        | 2 - 1  | 1 - 0   |
| Sunrise           | 4 - 3            | Black Rhinos      | 2 - 1  | 2 - 2   |
| ASC Police        | 2 - 2 (10-9 dcr) | SEIB Diourbel     | 2 - 0  | 0 - 2   |
| Asante Kotoko     | 2 - 2 (2-4 dcr)  | FC 105 Libreville | 2 - 0  | 0 - 2   |
| Étoile du Sahel   | a tav.           | Al-Nasr Bengasi   | -      | -       |
| Manzini Wanderers | 2 - 5            | Villa             | 1 - 4  | 1 - 1   |
| Stade Malien      | 1 - 5            | ES Sétif          | 1 - 1  | 0 - 4   |
| Shabana           | 2 - 4            | Kabwe Warriors    | 1 - 0  | 1 - 4   |
| Wagad             | 1 - 7            | Al-Hilal Omdurman | 1 - 1  | 0 - 6   |
| Young Africans    | 0 - 4            | Al-Ahly           | 0 - 0  | 0 - 4   |

### Secondo turno
| Squadra 1         | Totale | Squadra 2         | Andata | Ritorno |
| ----------------- | ------ | ----------------- | ------ | ------- |
| Iwuanyanwu        | 4 - 3  | Tonnerre Yaoundé  | 2 - 0  | 2 - 3   |
| Africa Sports     | 4 - 2  | Petro Atlético    | 3 - 0  | 1 - 2   |
| Raja Casablanca   | 6 - 2  | ASC Police        | 5 - 0  | 1 - 2   |
| Sunrise           | 3 - 5  | Matchedje         | 2 - 0  | 1 - 5   |
| FC 105 Libreville | 3 - 2  | Inter Star        | 2 - 1  | 1 - 1   |
| Étoile du Sahel   | 2 - 3  | ES Sétif          | 2 - 1  | 0 - 2   |
| Kabwe Warriors    | 1 - 3  | Al-Hilal Omdurman | 0 - 0  | 1 - 3   |
| Villa             | 3 - 6  | Al-Ahly           | 2 - 3  | 1 - 3   |

### Quarti di finale
| Squadra 1         | Totale | Squadra 2       | Andata | Ritorno |
| ----------------- | ------ | --------------- | ------ | ------- |
| Iwuanyanwu        | 3 - 2  | Africa Sports   | 2 - 0  | 1 - 2   |
| Étoile du Sahel   | 1 - 3  | Raja Casablanca | 1 - 0  | 0 - 3   |
| FC 105 Libreville | 3 - 4  | ES Sétif        | 3 - 1  | 0 - 3   |
| Al-Ahly           | 2 - 1  | Matchedje       | 2 - 0  | 0 - 1   |

### Semifinali
| Squadra 1  | Totale          | Squadra 2       | Andata | Ritorno |
| ---------- | --------------- | --------------- | ------ | ------- |
| Iwuanyanwu | 5 - 5 (5-3 dcr) | Raja Casablanca | 4 - 1  | 1 - 4   |
| ES Sétif   | 2 - 2 (4-2 dcr) | Al-Ahly         | 2 - 0  | 0 - 2   |

### Finale

#### Andata
| Arbitro: | Traoré |

|             |           |  |
| Ozogula 29’ | Marcatori |  |

#### Ritorno
| Arbitro: | Sène |

|                                                         |           |  |
| Zorgane 50’ Rahmani 52’ Uwe 85’ (aut.) Bendjaballah 87’ | Marcatori |  |